# Nauholzbach
Der Nauholzbach, auch nur Nauholz genannt, ist ein 3,9 km langer, östlicher und orographisch linker Zufluss der Obernau im nordrhein-westfälischen Kreis Siegen-Wittgenstein. Im Stadtgebiet von Netphen fließt er überwiegend in der Gemarkung Nauholz und in mündungsnahem Abschnitt in der Gemarkung Brauersdorf.

## Verlauf
Der Nauholzbach entspringt in den Südausläufern des Rothaargebirges. Seine Quelle liegt nahe der Eisenstraße des Rothaargebirges knapp 250 m südsüdöstlich des nahe einer 638,7 m hohen Stelle stehenden Forsthauses Hohenroth auf einer Höhe von etwa 582 m ü. NHN. Er verläuft auf ganzer Strecke durch den Naturpark Sauerland-Rothaargebirge und durch den Naturraum Siegerland:
Nachdem der Nauholzbach linksseitig kurz hinter seiner Quelle zwei Bäche aufgenommen hat, wendet er sich durch ein tief eingeschnittenes Kerbtal Richtung Nordwesten. Nach kurzer Zeit folgt rechtsseitig ein weiterer Zufluss, der sich aus zwei kleineren Bächen speist. Danach folgen rechtsseitig noch zwei weitere Zuflüsse. Linksseitig münden kleine Rinnsale aus nahegelegenen Quellen ein. Nachdem rechtsseitig noch der letzte Kleinzufluss gefolgt ist, führt der Siegstollen noch in der Gemarkung Nauholz dem Nauholzbach Wasser aus dem oberen Siegtal zu.
Schließlich mündet der Nauholzbach rund 2,5 km südöstlich des nicht vom Bach durchflossenen Brauersdorf, einem östlichen Ortsteil von Netphen, in der Gemarkung Brauersdorf auf 370,9 m Höhe in die Vorsperre am Südostarm der von der Obernau durchflossenen Obernautalsperre.

## Einzugsgebiet und Zuflüsse
Das Einzugsgebiet des Nauholzbachs ist 6,008 km² groß.

### Natürliche Zuflüsse
Zu den natürlichen Zuflüssen des Nauholzbachs gehören (bachabwärts betrachtet) diese Fließgewässer:
| Name      | Seite  | Länge (km) | Quell-          | Mündungs-       |
| Name      | Seite  | Länge (km) | höhe (m ü. NHN) | höhe (m ü. NHN) |
| --------- | ------ | ---------- | --------------- | --------------- |
| namenlos? | links  | 0,30       | 590             | 500             |
| namenlos? | links  | 0,28       | 570             | 498             |
| namenlos? | rechts | 0,61       | 540             | 460             |
| namenlos? | rechts | 0,85       | 550             | 430             |
| namenlos? | rechts | 0,60       | 550             | 420             |
| namenlos? | rechts | 0,40       | 515             | 410             |

### Siegstollen
Außerdem nimmt der Nauholzbach den künstlich angelegten Siegstollen auf. Durch diesen wird Wasser oberhalb von Walpersdorf aus der Sieg sowie dem Michelbach und Sindernbach abgezweigt und durch einen Bergrücken geleitet, bis es schließlich die Wassermenge des Nauholzbachs erhöht.